# Petra Bartelmann
Petra Bartelmann (* 11. März 1962) ist eine ehemalige deutsche Fußballspielerin. 

## Karriere

### Vereine
Die Stürmerin spielte zunächst für den SC Klinge Seckach. 1983 wechselte sie zur SSG 09 Bergisch Gladbach, mit der sie auf Anhieb das Double gewann. Nach zwei Jahren wechselte sie zum TSV Siegen, mit dem sie 1987 erneut das Double gewann. 1988 wechselte sie als erste deutsche Spielerin in die Toppserien, der höchsten Spielklasse im norwegischen Frauenfußball, zum Asker SK. Dort wurde sie zweimal Torschützenkönigin. Nach dem Ende ihrer Karriere blieb sie in Norwegen. 

### Nationalmannschaft
Bartelmann bestritt 25 Länderspiele und erzielte vier Tore. Bei der Premiere am 10. November 1982 in Koblenz, beim 5:1-Sieg über die Schweizer Nationalmannschaft, gab sie ihr Debüt als Nationalspielerin.

## Erfolge
- Deutscher Meister 1984, 1987
- DFB-Pokal-Sieger 1984, 1986, 1987
- Norwegischer Meister 1989, 1991, 1992
- Norwegischer Pokalsieger 1990, 1991
- Torschützenkönigin der norwegischen Liga 1990, 1992